# Funzione contrattiva
In matematica, una funzione contrattiva è una funzione tra spazi metrici che accorcia le distanze tra punti, ma in maniera più debole rispetto ad una contrazione.
Più precisamente, {\displaystyle f:X\to Y} funzione tra spazi metrici si dice contrattiva se
{\displaystyle d_{Y}(f(x),f(y))<d_{X}(x,y)}
per ogni {\displaystyle x,y} in {\displaystyle X} tali che {\displaystyle x\neq y} (se {\displaystyle x=y} il secondo membro è nullo e dunque si otterrebbe {\displaystyle d_{Y}(f(x),f(x))=0<0=d_{X}(x,x)}, che è un assurdo).
Una funzione contrattiva è in particolare una funzione continua.
Ogni contrazione è anche una funzione contrattiva. Un esempio di funzione contrattiva che non è una contrazione è la funzione {\displaystyle f(x)=x(1-x)} sullo spazio {\displaystyle X=[0,1]} (dotato della metrica euclidea).

## Teorema
Se {\displaystyle X} è uno spazio metrico, {\displaystyle S} un suo sottoinsieme compatto e {\displaystyle T:S\to S} una funzione contrattiva, allora {\displaystyle T} ammette uno e un solo punto fisso, cioè un {\displaystyle y} in {\displaystyle S} tale che {\displaystyle T(y)=y}.
Dimostrazione
Sia {\displaystyle \Phi (x)=d(x,T(x))}. Proviamone la continuità: sia {\displaystyle (x_{n})_{n}} una successione in {\displaystyle S} convergente ad un {\displaystyle z}. È
{\displaystyle \Phi (x_{n})=d(x_{n},T(x_{n}))\leq d(x_{n},z)+d(z,T(z))+d(T(z),T(x_{n}))}, cioè {\displaystyle \Phi (x_{n})-\Phi (z)\leq d(x_{n},z)+d(T(z),T(x_{n}))}.
Analogamente si giunge a
{\displaystyle \Phi (z)-\Phi (x_{n})\leq d(z,x_{n})+d(T(x_{n}),T(z))}, dunque vale che
{\displaystyle |\Phi (x_{n})-\Phi (z)|\leq d(x_{n},z)+d(T(z),T(x_{n}))}.
Ma il secondo membro è infinitesimo al divergere di {\displaystyle n} per le ipotesi su {\displaystyle (x_{n})_{n}} e per la continuità di {\displaystyle T}, dunque {\displaystyle \Phi (x_{n})\to \Phi (z)}, cioè {\displaystyle \Phi } è continua.
Essendo definita su un compatto, {\displaystyle \Phi } ammette minimo in {\displaystyle y}. Supponendo per assurdo {\displaystyle y\neq T(y)}, abbiamo che
{\displaystyle \Phi (T(y))=d(T(y),T^{2}(y))<d(y,T(y))=\Phi (y)}, contraddicendo l'assunzione che {\displaystyle \Phi } raggiunga il suo minimo in {\displaystyle y}: dunque {\displaystyle y=T(y)}.
Per l'unicità, se {\displaystyle u\neq y} è un altro punto fisso per {\displaystyle T}, allora
{\displaystyle d(u,y)=d(T(u),T(y))<d(u,y)}, che è impossibile.

## Corollario
Se {\displaystyle X} è uno spazio metrico, {\displaystyle S} un suo sottoinsieme compatto e {\displaystyle T:S\to S} è tale che l'iterata {\displaystyle T^{p}} è contrattiva per qualche {\displaystyle p} naturale, allora {\displaystyle T} ammette un unico punto fisso.
Dimostrazione
Per {\displaystyle T^{p}} si può applicare il teorema precedente, dunque esiste un unico punto {\displaystyle x} tale che {\displaystyle T^{p}(x)=x}. Applicando ora la {\displaystyle T} a entrambi i membri otteniamo
{\displaystyle T\circ T^{p}(x)=T(x)}, cioè {\displaystyle T^{p}\circ T(x)=T(x)}.
Ma allora anche {\displaystyle T(x)} è un punto fisso per {\displaystyle T^{p}}, dunque per l'unicità del punto fisso per {\displaystyle T^{p}} abbiamo {\displaystyle T(x)=x}.